# Silna Nowa
Silna Nowa – wieś w Polsce, położona w województwie wielkopolskim, w powiecie nowotomyskim, w gminie Miedzichowo. Powstała jako wieś olęderska, koło Silnej, położona w gęstym, iglastym lesie nad jeziorami Silna Duża czy Chłop i Wędromierz. W XIX w. było tu 41 domów, które łącznie zamieszkiwało 301 osób. Wioska wraz z polami uprawnymi zajmowała wtedy 1084 ha. Obecnie wieś liczy 45 mieszkańców i jest miejscowością wypoczynkową. 

## Podział administracyjny
W latach 1975–1998 miejscowość administracyjnie należała do województwa gorzowskiego.